# Counterterrorism Pursuit Team
Ein Counterterrorism Pursuit Team (CTPT) ist eine paramilitärische Anti-Terror-Einheit, die von der CIA in Afghanistan betrieben wird. Sie umfasste im September 2010 circa 3.000 meist afghanische Soldaten. Sie hat unter anderem die Aufgabe, feindliche Kräfte im Grenzgebiet zwischen Afghanistan und Pakistan aufzuspüren und zu töten. Dabei operieren sie auch auf pakistanischem Boden.
Die Soldaten wurden teilweise in den USA trainiert und bekommen ein höheres Gehalt als vergleichbare Soldaten der afghanischen Armee. Ihr Hauptstützpunkt liegt in Kabul, weitere Stützpunkte bestehen an der pakistanischen Grenze (unter anderem Firebase Lilley vier Meilen von der Grenze entfernt). Die Truppe übernimmt auch Aufklärungstätigkeiten und bereitet Drohnenangriffe vor.